# De Hoop (Loenen aan de Vecht)
De Hoop is een in 1901 in het Nederlandse dorp Loenen aan de Vecht gebouwde korenmolen. Deze stellingmolen verving een in 1900 afgebrande voorganger. Waarschijnlijk was de brand veroorzaakt door een stoommachine waarmee werd gemalen. De Hoop was tot 1949 in bedrijf en maalde tarwe voor het bakken van brood. Daarna is de molen nog lange tijd in gebruik geweest als graansilo. In 1963 is hij in bezit gekomen van de voormalige gemeente Loenen. In 2005 is de molen, waar het binnenwerk uit verwijderd was, weer maalvaardig gerestaureerd. Sinds 1975 is De Hoop eigendom van de Stichting De Utrechtse Molens. Sinds de molens van deze stichting geëxploiteerd worden door Het Utrechts Landschap heeft deze in de molenwinkel een informatiepunt over De Hoop en andere monumenten in de molen ingericht.
De Hoop is doorgaans te bezichtigen op zaterdagen tussen 11:00 en 17.00 uur en/of als de molen draait en de blauwe wimpel uithangt.